# Название Австрии
Название Австрии различается в разных языках. 

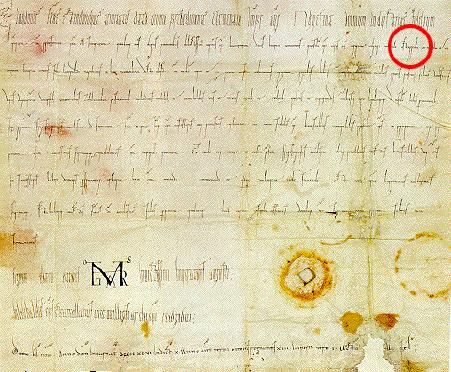
Документ, в котором впервые упоминается слово «ostarrichi» (выделено красным)

## Самоназвание
Österreich — немецкое самоназвание Австрии, произошедшее от древневерхненемецкого слова Ostarrichi, которое встречается в документе 996 года. Это слово, как полагают, является переводом латинского Marchia Orientalis (Восточная марка) на местном диалекте. Нынешняя Австрия являлась маркой — пограничной территорией герцогства Бавария, созданного в 976 году. Reich же означает «королевство» или «империя». Ostmark (Остмарк), перевод Marchia Orientalis на обычный немецкий, использовалось официально для именования территории после её аннексии нацистской Германией.
Название Австрия (Austria) является латинизацией Österreich, впервые произведённой в XII веке. Это привело к путанице, так как немецкий Ost означает «восток», но латинский auster означает «юг», в данном случае (Австрия находилась к северу от зоны хождения латинского языка) обозначая южную окраину области немецкого языка.

### Этимология
Österreich происходит от древневерхненемецкого слова Ostarrichi. Этот термин, в свою очередь, происходит от обиходного латинского Marchia Orientalis (Восточная марка). Слово Оstar происходит от древневерхненемецкого ōstan («восточный»), но его точное происхождение остается неясным. Древневерхненемецкий rihhi означал «сфера, область».
Marchia orientalis, известная также как баварская Восточная марка (Остмарк) и Австрийская марка (Marchiam Austriae), была префектурой герцогства Баварии и с 976 года принадлежала роду Бабенбергов. Вариант Ostarrichi встречается всего однажды в документе 996 года. Документ был издан императором Оттоном III 1 ноября 996 года в Брухзале для епископа Фрайзинга. Ныне он хранится в Bayrisches Hauptstaatsarchiv в Мюнхене. Документ касается дарения «территории, которая известна на местном языке как Ostarrichi» (regione vulgari vocabulo Ostarrichi), аббатству Фрайзинг.
Более поздние средневековые документы используют наименования Osterrîche (официальное) или Osterlant (обиходное и поэтическое). Формулировка Marcha Osterriche появляется впервые в документе императора Генриха IV в 1058 году.
Австрийский историк Фридрих Хир заявил в своей книге Der Kampf um die österreichische Identität («Борьба за австрийскую идентичность»), что название «Австрия» имеет более древнюю историю и восходит к кельтскому Норик, который Хир расшифровывает как No- или Nor- («восточный») и -rig («царство»). По Хиру, истоки современной Австрии восходят к IX веку: в «Historia Langobardorum» Павел Диакон отмечает, что территория Верхней и Нижней Австрии становится все более населенной. Название «Ostarrichi» впервые встречается в официальном документе 996 года, до Оттона I. С тех пор это слово превратилось в топоним «Австрия».
Альтернативная теория, предложенная профессором славистики Отто Кронштайнером, основывается на том, что термин Ostarrichi мог происходить от славянского топонима «Ostravica» — «холм». Эта теория была опровергнута как несостоятельная австрийским лингвистом Хайнц-Дитером Полем. Наконец, ещё одна гипотеза производит название Ostarrichi от племени остготов, которое в одно время населяло территории нынешней Австрии и северной Италии.

## Латинский и английский варианты
Название Austria является латинизированным вариантом немецкого Österreich. Это привело к путанице, так как немецкий Ost означает «восток», но латинский auster означает «юг», в данном случае (Австрия находилась к северу от зоны хождения латинского языка) обозначая южную окраину области немецкого языка. Латинизированный вариант впервые встречается как Austrie marchionibus («маркграф Австрии») в документе, выданном Конрадом III монастырю Клостернойбурга в 1147 году. В Privilegium Minus 1156 года название страны дается как marchiam Austriae (Австрийская марка) и Austriae ducatum (герцогство Австрия). В английском языке Austria используется с начала XVII века.

## Другие языки
Все германские языки, кроме английского, используют название Австрии, приближенное к Österreich: на африкаанс — Oostenryk, на датском — Østrig, на голландском — Oostenrijk, на западнофризском — Eastenryk, на исландском — Austurríki. Финское Itävalta также происходит от немецкого названия: Itä- означает «восток», и -valta — «государство». Топоним «Austria» или его фонетические производные (например, «Ausztria») приняты в большинстве других языков, в том числе венгерском, итальянском, испанском, португальском, русском, польском, словенском, греческом, эстонском, турецком и албанском. Французский является исключением среди языков романской группы и использует близкое к немецкому наименование Autriche.
Чешский и словацкий языки имеют своеобразное название для Австрии. Чешское Rakousko и словацкое Rakúsko не происходит ни от немецкого Österreich, ни от латинского Austria. Чешский топоним Rakousko, ранее также Rakúsy и Rakousy, берет своё начало от названия австрийского замка и города Рабс-ан-дер-Тайя возле чешско-австрийской границы, ранее известного также как Ratgoz или Ratgos. Античный географ Птолемей упоминает два племени (неизвестной этнической принадлежности), названные Racatae и Racatriae, которые населяли области вокруг реки Дунай, примерно к северу от современной Вены и на юго-западе Словакии.
Арабское название Австрии — an-Nimsā (النمسا). Этот топоним — заимствование (через Турцию или персидское «نمچه» — «Nemce») от славянского «немцы», němьci. Те же корни у хорватского Njemačka, сербского Nemačka, чешского Německo, словацкого Nemecko и т. д., — все эти топонимы ныне обозначают Германию.